# Adenauervilla

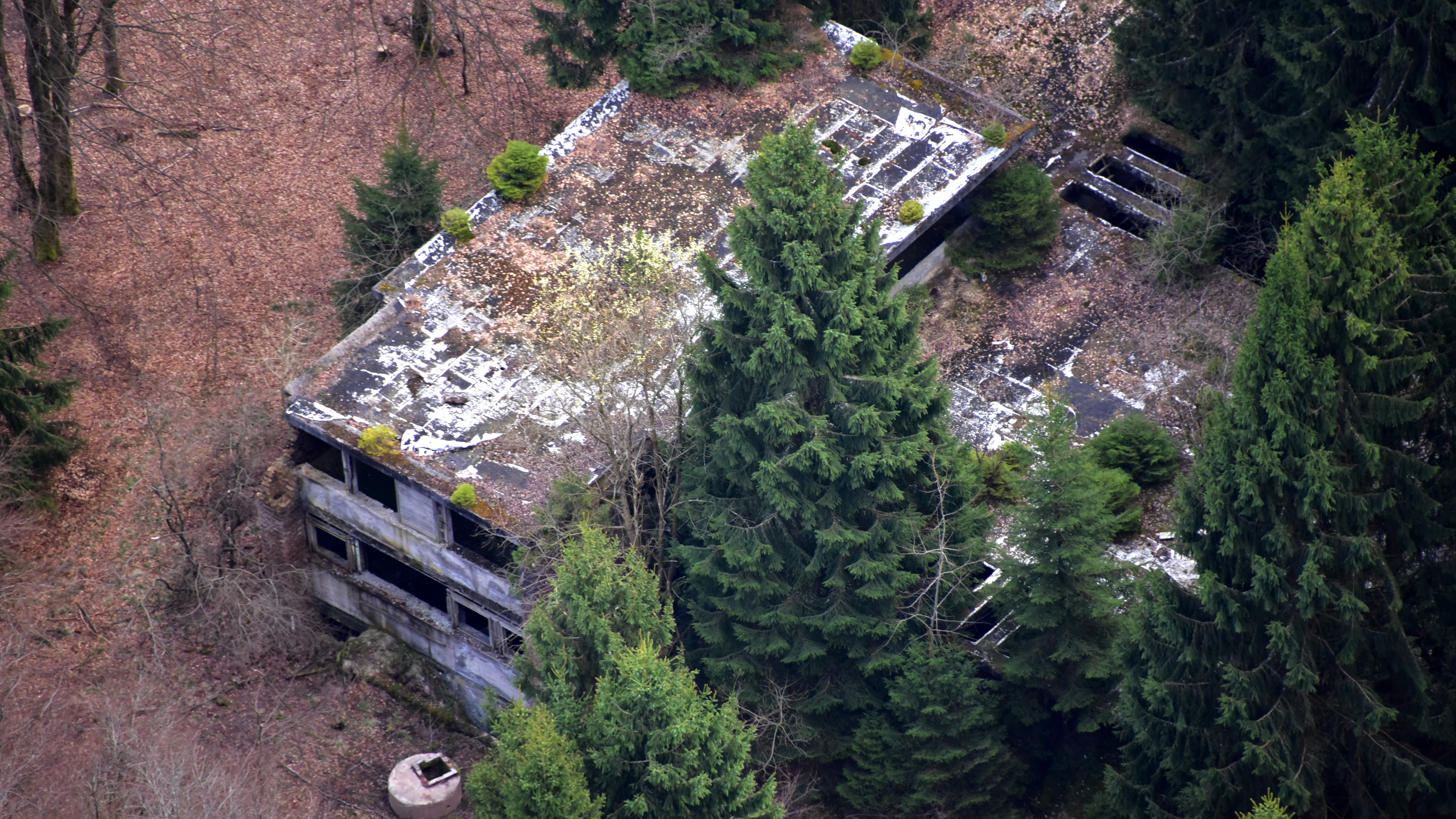
Adenauervilla, Luftaufnahme (2016)

Die Adenauervilla (auch bekannt als Adenauerhaus oder im Volksmund „Camp Konrad“ – als ironische Anspielung auf Camp David) ist eine Bauruine, die 1955/1956 im Eifler Kammerwald erbaut wurde.

## Geschichte

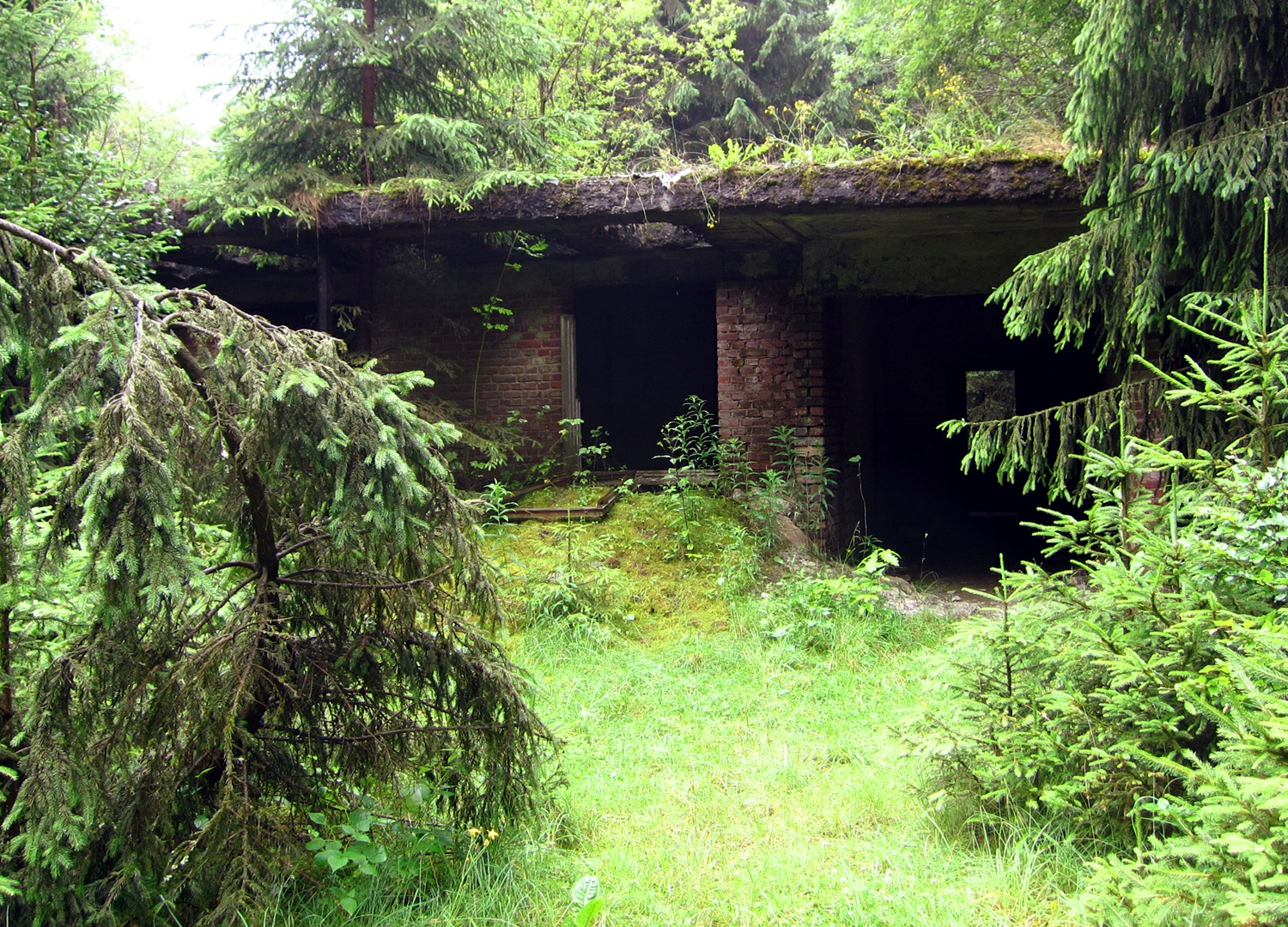
Adenauervilla im Kammerwald (2012)

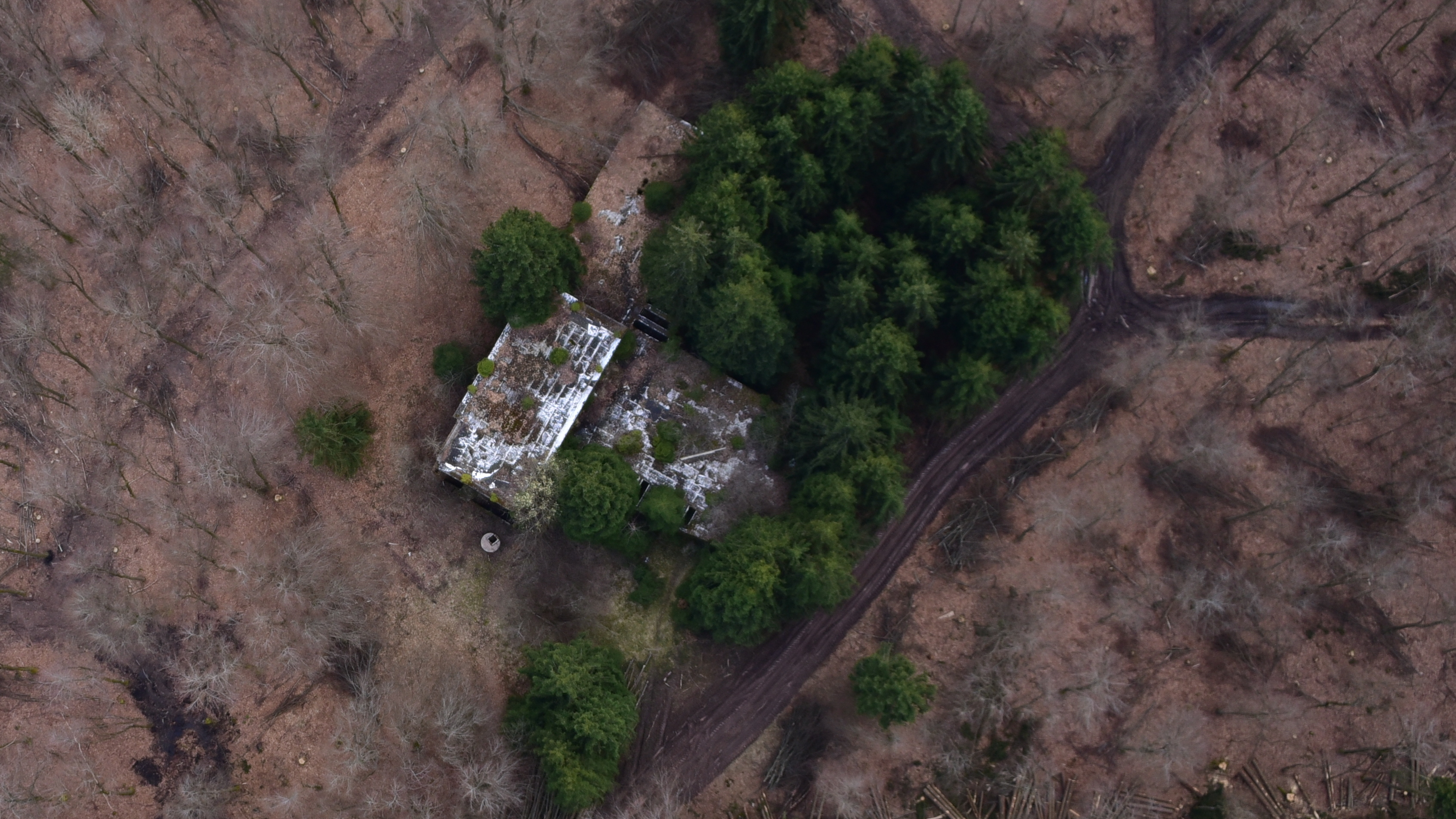
Adenauervilla, Senkrechtaufnahme (2016)

Das im Rohbau erstellte, aber nie fertiggestellte Bauwerk sollte Bundeskanzler Konrad Adenauer zu seinen privaten Zwecken dienen; der Bauantrag wurde am 11. Juli 1955 als „Projekt LS/36/55“ mit der Bezeichnung „Neubau eines Jagd-, Wochenend- und Gästehauses bei Duppach“ beim Landratsamt Prüm eingereicht. Der Bau liegt zwischen den Gemeinden Duppach und Steffeln, wo 1955 auf einem 2000 Quadratmeter großen Grundstück im Kammerwald mit dem Bau der aufwendigen Villa mit insgesamt 600 Quadratmetern Wohnfläche begonnen wurde, welche angeblich sogar über einen atombombensicheren Luftschutzkeller und einen Hubschrauberlandeplatz auf dem Dach verfügen sollte. Das stellte sich jedoch als Mythos heraus.
Antragsteller für den bereits zwei Wochen später genehmigten Bau war der AEG-Vorstandsvorsitzende Friedrich Spennrath, den Bau leitete der Kölner Architekt Horst Mathow. Die Baupläne stammten vom Architekten Heribert Multhaupt, der seit 1954 mit Lotte Adenauer, Tochter des Bundeskanzlers, verheiratet und somit Schwiegersohn Adenauers war. Als diese Verbindungen in der Presse öffentlich mit dem Verdacht auf Korruption diskutiert wurden, wurde das Bauvorhaben im März 1956 eingestellt und daraufhin nie wieder aufgenommen.
In der Mitte der 1980er Jahre kaufte eine Privatperson das Grundstück mit dem Rohbau. Seitdem befindet sich das Anwesen in Privatbesitz. Da die Ruine mittlerweile akut einsturzgefährdet ist, wird über den weiteren Umgang mit dem Gebäude diskutiert. Im Dezember 2018 sollte sie bei Ebay versteigert werden. Kurz nach Beginn der Versteigerung am 24. Dezember 2018 nahm Ebay die Anzeige vom Netz, da sie den Vorgaben für Immobilienverkäufe nicht entsprochen habe. Später wurde die Auktion wieder eingestellt und die Villa auf anderem Wege gegen Höchstgebot verkauft. Am 22. Januar 2019 wurde bekannt, dass ein Unternehmer aus dem Großraum Köln den Zuschlag für einen Preis von etwas über 35.000 Euro erhielt.
Die ruinösen Überreste der Adenauervilla liegen versteckt, von allen Seiten zugewachsen und mittlerweile aus Sicherheitsgründen eingezäunt im Kammerwald bei Duppach, sie sind über Waldwege zu erreichen.

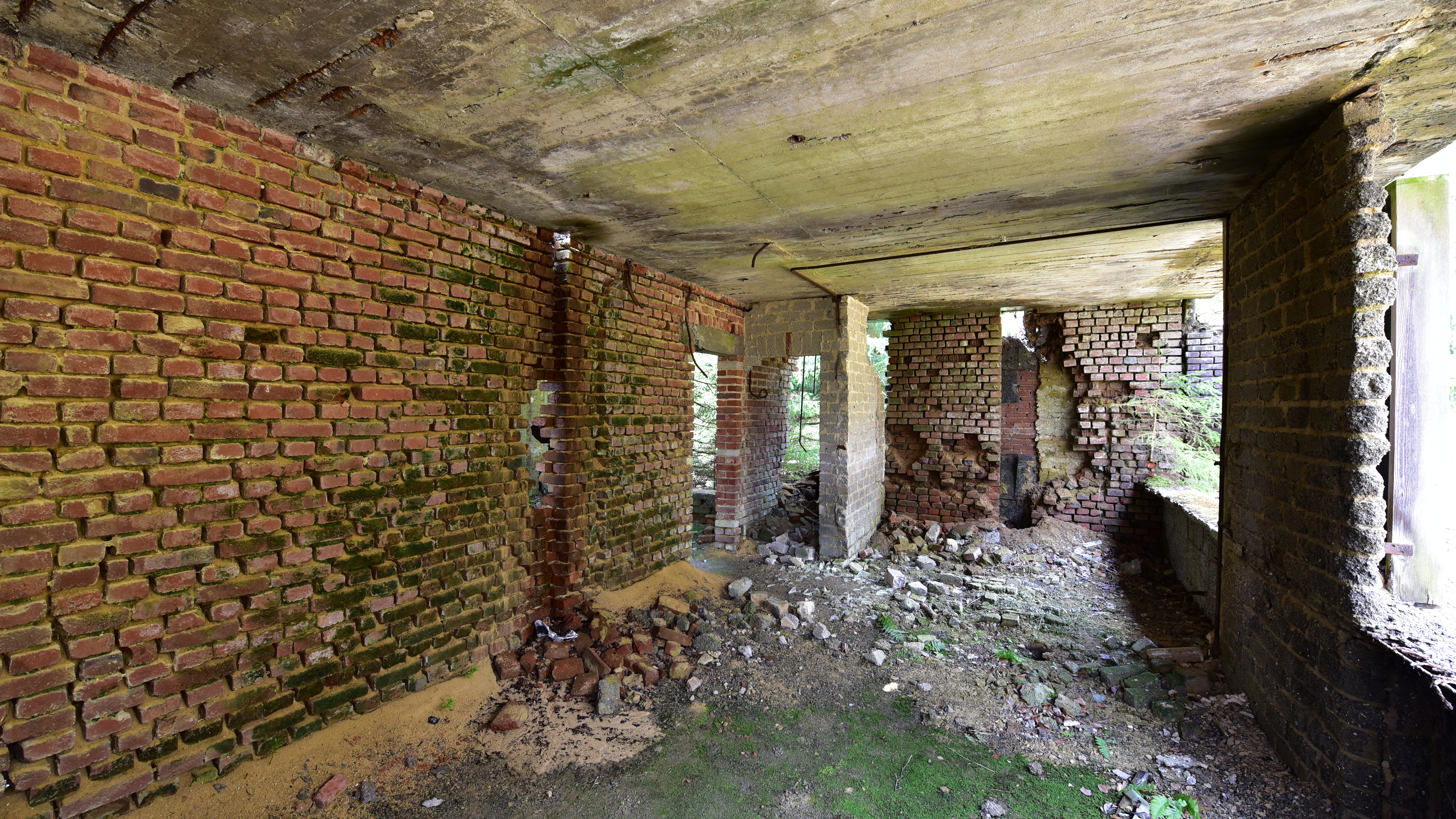
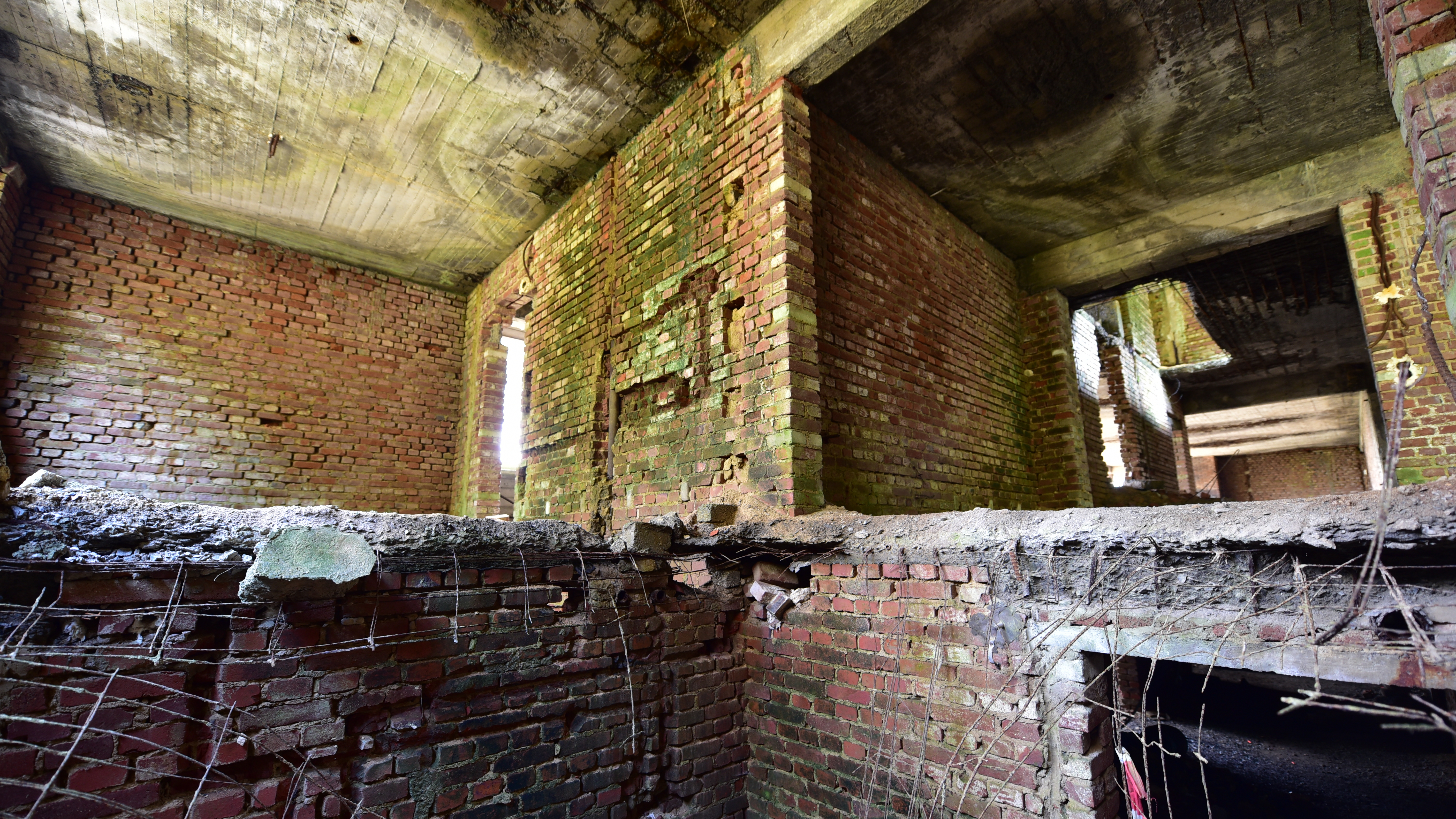
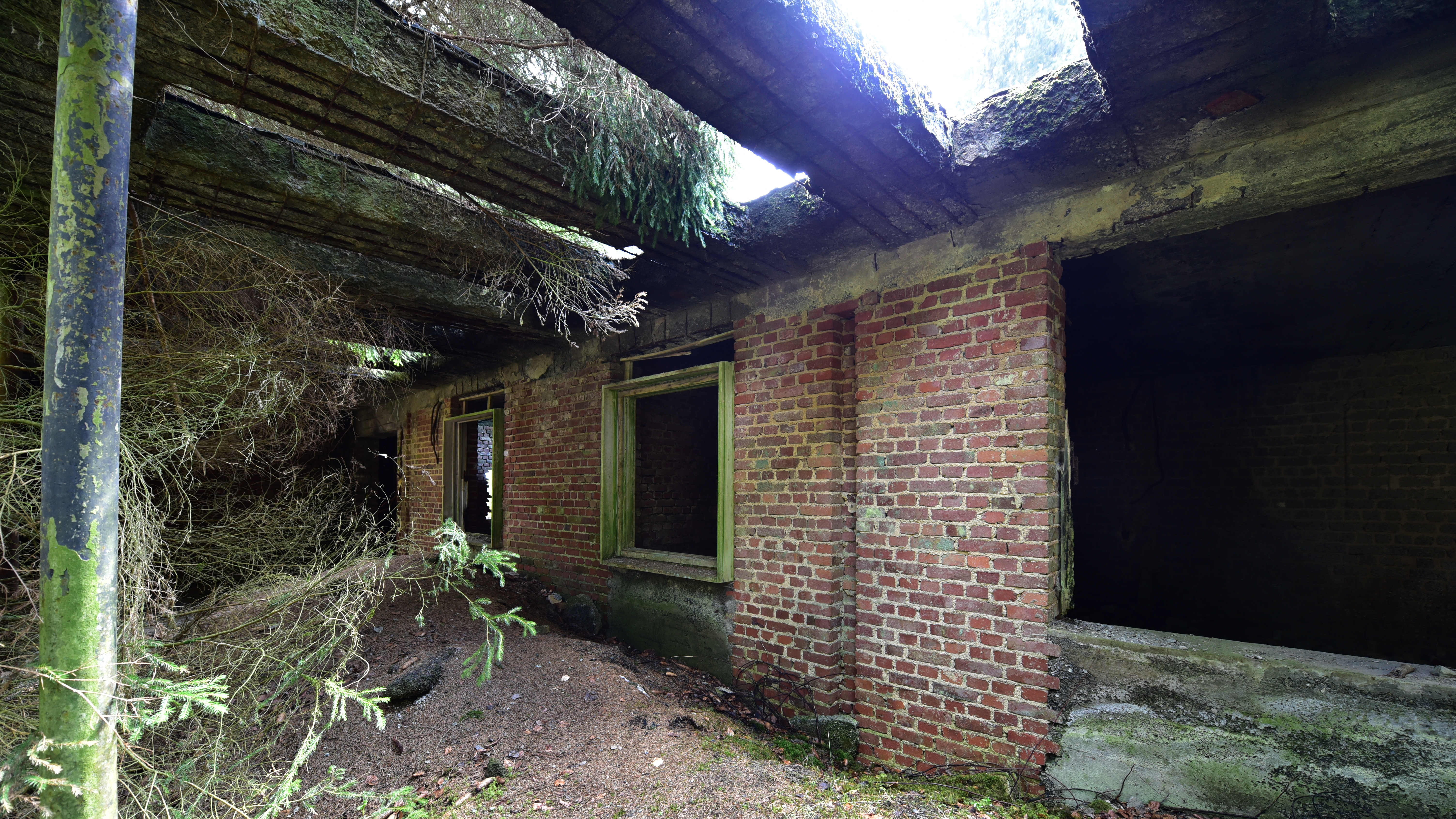

Detailansichten des Gebäudeinneren (2016)
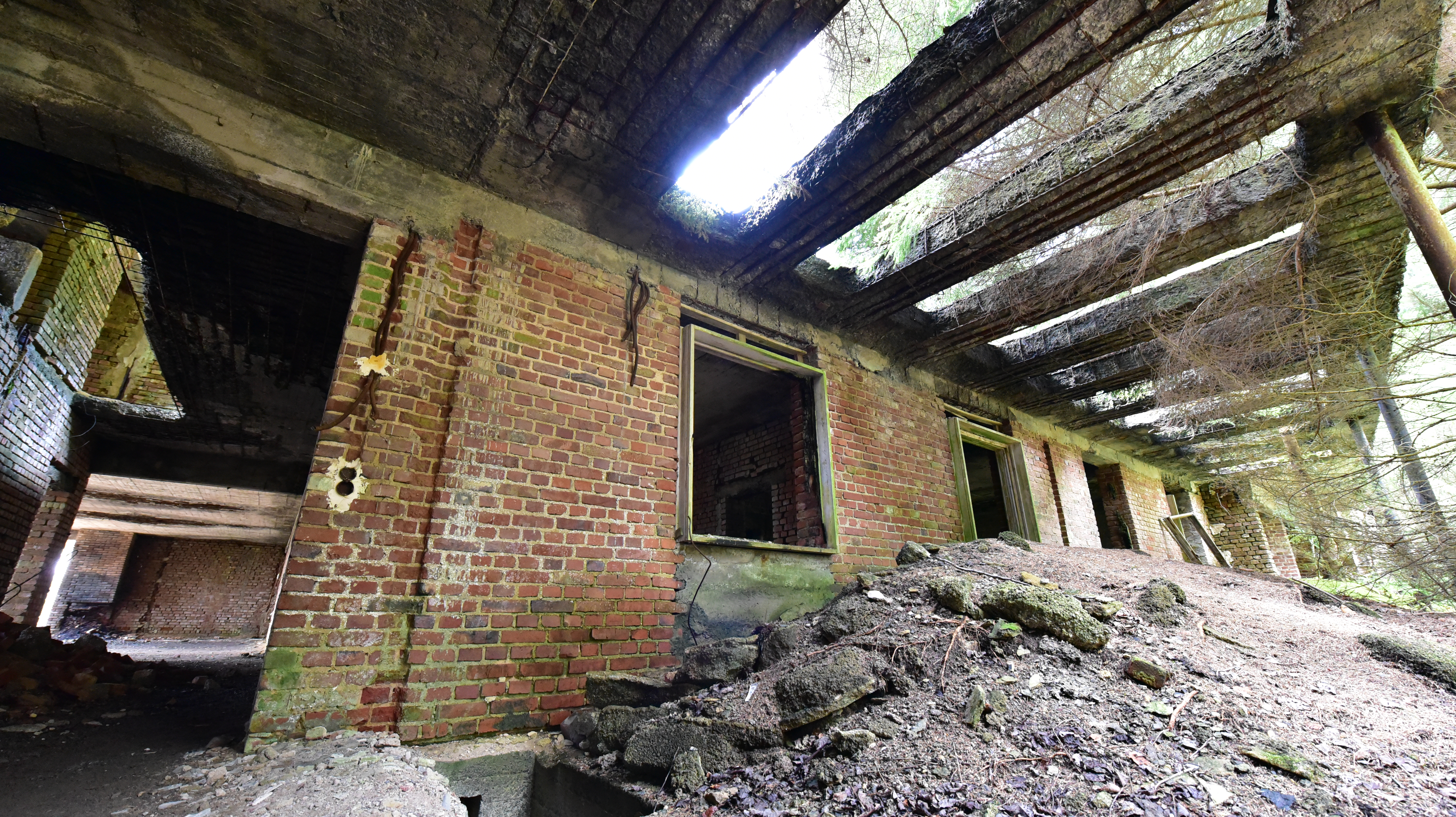
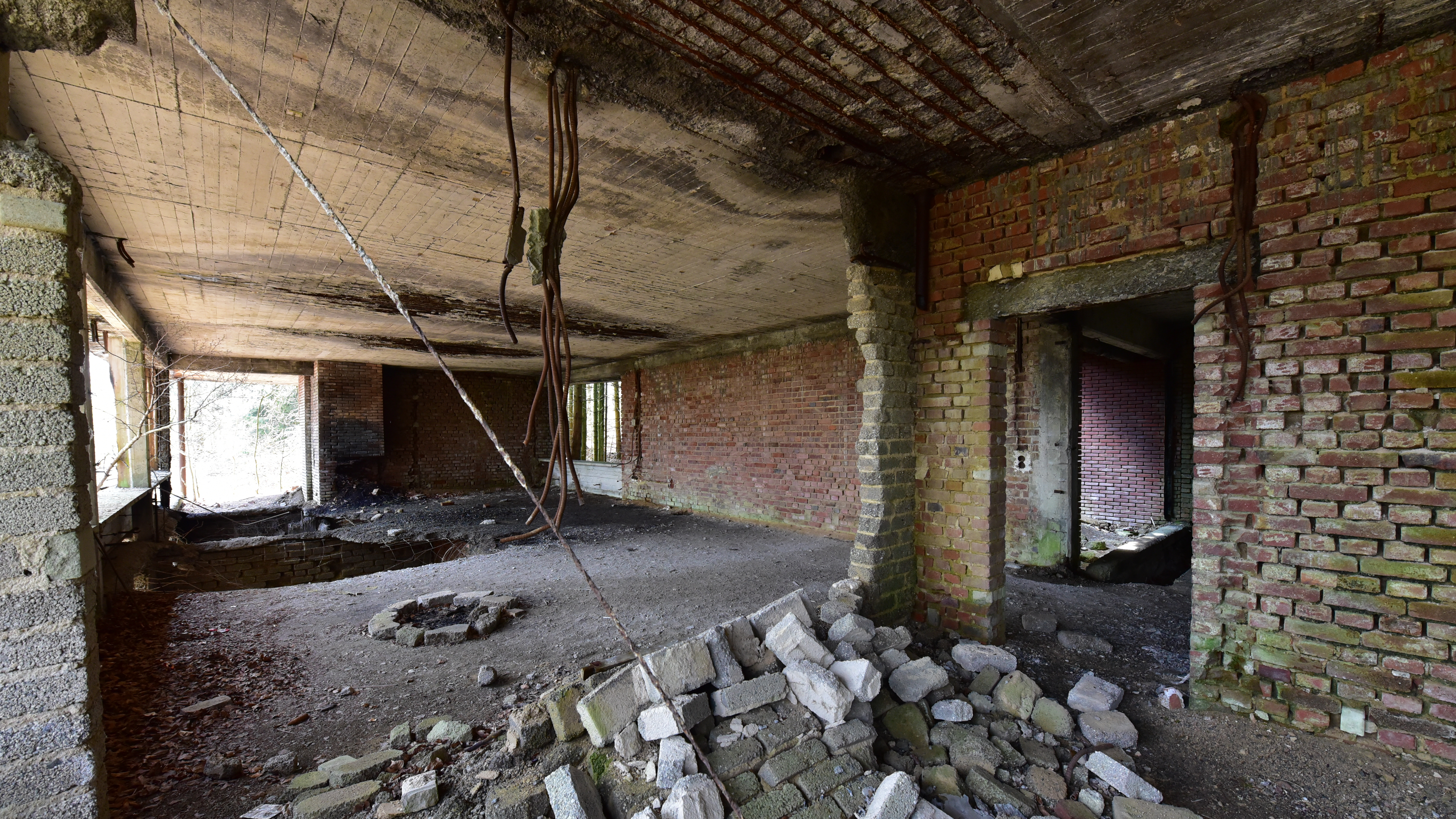
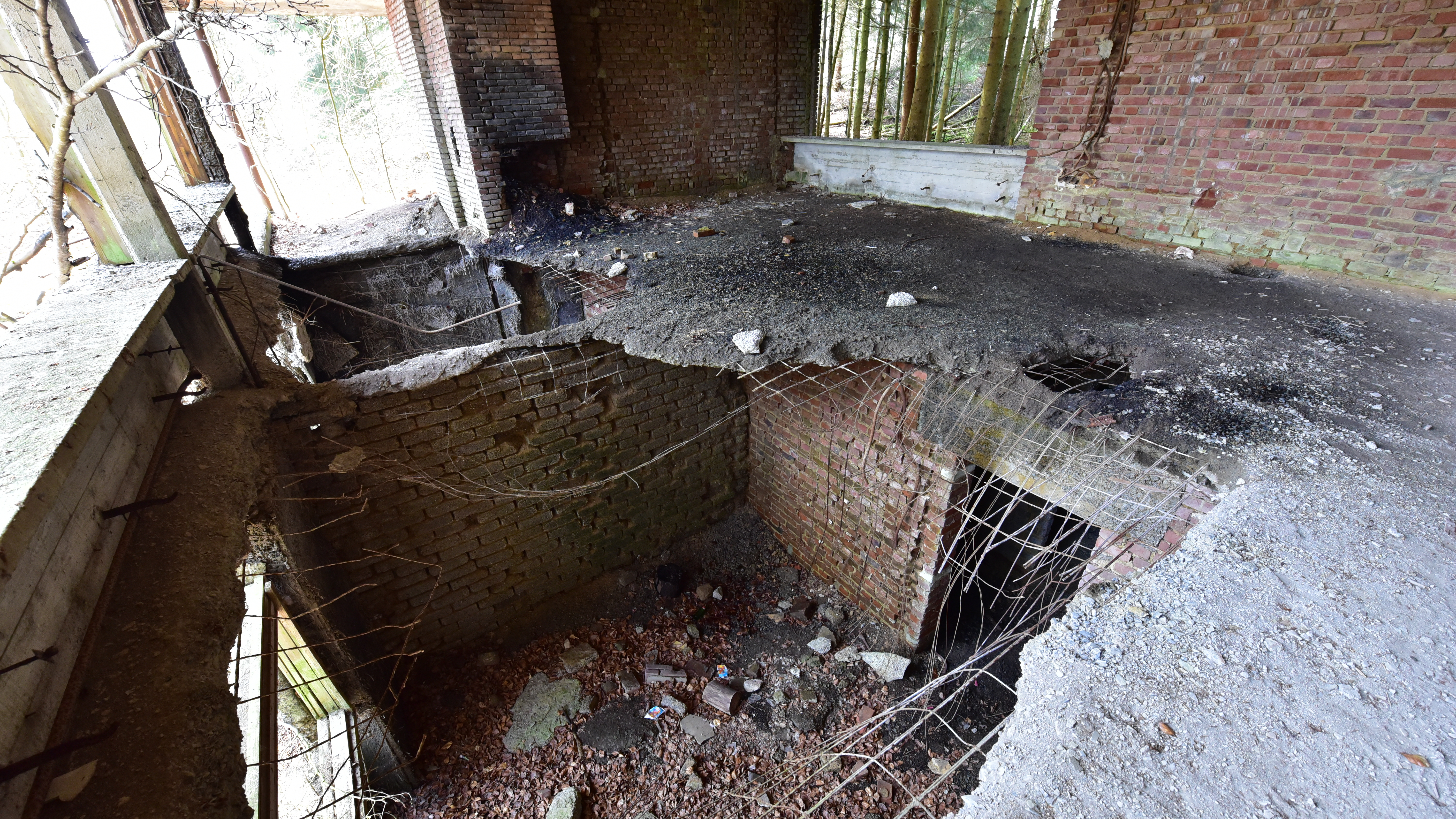